# Apolonia, Apolonia
Apolonia, Apolonia er en dansk, prisvindende dokumentarfilm fra 2022 instrueret af Lea Glob.

## Handling
Filmen er en coming-of-age historie; et eksistentielt dyk ned i en ung kvindes tanker om seksualitet, kunst, idealisme og kærlighed, som hun udlever og justerer dem op igennem sine tyvere. Med et anakronistisk bohememiljø og det parisiske kunstakademi som bagtæppe, følger vi unge Apolonias personlige og kunstneriske udvikling, fra den tidlige pleje af et ungt talent, til hun tager springet ud i den kommercielle kunstverden.
Filmen følger billedkunstneren Apolonia Sokol over en periode på 13 år, og er filmet i blandt andet Danmark, Frankrig, Polen, Italien og USA. I løbet af filmen udforskes  Sokol og Globs venskab, men også Sokols venskab med den ukrainske kunstner og aktivist Oksana Shachko.

## Priser
‘Apolonia, Apolonia’ vandt hovedprisen på dokumentarfilmfestivalen IDFA, The Dragon Award på Göteborg International Film Festival 2023 og prisen for bedste danske dokumentarfilm på CPH:DOX 2023.